# Dicyema rondeletiolae
Dicyema rondeletiolae är en djurart som tillhör fylumet rhombozoer, och som beskrevs av Nouvel 1944. Dicyema rondeletiolae ingår i släktet Dicyema och familjen Dicyemidae. Inga underarter finns listade i Catalogue of Life.